# جويا (جرندة)
بلدية جويا (بالإسبانية: Juyá) هي بلدية تقع في مقاطعة جرندة التابعة لمنطقة كتالونيا شمال شرق إسبانيا.

## الديموغرافيا
بلغ عدد سكان بلدية جويا 338 نسمة عام 2011 (وفقاً للمعهد الوطني الإسباني للإحصاء).
| 259 | 260 | 261 | 298 | 297 | 326 | 338 |